# Reaumuria vermiculata
Reaumuria vermiculata är en tamariskväxtart som beskrevs av Carl von Linné. Reaumuria vermiculata ingår i släktet Reaumuria och familjen tamariskväxter. Inga underarter finns listade.